# Joan Lin
Joan Lin Feng-jiao (en chino, 林鳳嬌; Taipéi, 30 de junio de 1953) es una actriz taiwanesa.

## Carrera
Lin, junto con Brigitte Lin, Charlie Chin y Chin Han, fueron los nombres más importantes de las industrias cinematográficas taiwanesas y de Hong Kong en la década de 1970. Los medios de comunicación los denominaron "Two Lins and Two Chins", y fueron conocidos por protagonizar varios éxitos de taquilla, muchos de los cuales fueron adaptaciones de las novelas de Chiung Yao. Durante su carrera de 10 años, Lin apareció en más de 70 películas, convirtiéndose en una de las actrices más prolíficas de Taiwán.

### Vida personal
Conoció al actor de Hong Kong Jackie Chan en 1981 y se casaron en Los Ángeles al año siguiente. Su único hijo, Jaycee Chan (ahora también actor y cantante), nació el día después de casarse. Lin se retiró de la industria del cine a partir de entonces.